# Biblioteca popolare circolante di Murano
La biblioteca popolare circolante di Murano fu istituita dall'abate Vincenzo Zanetti nel 1867 in una stanza del Palazzo dei Vescovi di Torcello nell'isola di Murano, sede municipale e del Museo civico-vetraio di Murano, oggi Museo del Vetro di cui Zanetti fu fondatore e primo direttore.

## Storia
Il nucleo originario della raccolta era costituito dai libri donati da Zanetti e da altri cittadini protagonisti della vita culturale dell'epoca. Nel 1869 venne istituita ad opera dello stesso Zanetti e del consigliere comunale e giudice conciliatore Angelo Santi che ne divenne il presidente, una Società d'incremento alla biblioteca popolare di Murano, con lo scopo di garantire, attraverso le quote annuali di adesione dei soci, un finanziamento stabile all'acquisto dei libri della biblioteca. La risposta dei cittadini benestanti non fu incoraggiante. Il problema delle fonti di finanziamento non fu mai superato e divenne in seguito più pressante, anche a causa della maggior usura dei libri conseguente all'introduzione del prestito, nonché alle spese di conservazione di cui necessitavano alcuni libri, anche di pregio, pervenuti attraverso donazioni e scambi con altre biblioteche.
Una politica di incremento del patrimonio librario, non sempre attenta alla missione della biblioteca, portò infatti all'acquisizione di libri a volte poco adatti all'utenza di una biblioteca popolare. Nel 1870 venne approvato il regolamento della biblioteca, e nel 1878 pubblicato il primo catalogo ad opera dello stesso Zanetti.
Nel 1880 la raccolta contava 4207 volumi. Parte dell'antica collezione, tra cui 21 Cinquecentine e 15 Seicentine, sopravvivono oggi nell'attuale Biblioteca di Murano, costituendone il "Fondo antico". Le registrazioni bibliografiche dei 369 volumi del Fondo, sono consultabili nel catalogo del Sistema Bibliotecario Urbano del Comune di Venezia. In molti esemplari sono visibili le note manoscritte dei donatori, del maestro Angelo Guadagnini, dell'archivista e paleografo Bartolomeo Cecchetti e di Luigi Zanetti, cugino di Vincenzo, protagonisti della storia della Biblioteca popolare circolante di Murano.
L'attività della biblioteca si concluse formalmente nel 1890, dopo circa vent'anni, con un atto dell'Amministrazione comunale con il quale la raccolta venne acquisita dall'allora Comune di Murano e destinata alla Biblioteca del Museo.